# Lupinus burkei
Lupinus burkei är en ärtväxtart som beskrevs av Sereno Watson. Lupinus burkei ingår i släktet lupiner, och familjen ärtväxter.

## Underarter
Arten delas in i följande underarter:
- L. b. burkei
- L. b. caeruleomontanus